# Міллерсвілл (Пенсільванія)
Міллерсвілл (англ. Millersville) — місто (англ. borough) в США, в окрузі Ланкастер штату Пенсільванія. Населення — 7903 особи (2020).

## Географія
Міллерсвілл розташований за координатами 40°0′19″ пн. ш. 76°21′6″ зх. д. / 40.00528° пн. ш. 76.35167° зх. д. (40.005322, -76.351760). За даними Бюро перепису населення США в 2010 році місто мало площу 5,06 км², з яких 5,04 км² — суходіл та 0,02 км² — водойми.

## Демографія
Згідно з переписом 2010 року, у селищі мешкало 8168 осіб у 2452 домогосподарствах у складі 1214 родин. Густота населення становила 1615 осіб/км². Було 2560 помешкань (506/км²).
Расовий склад населення:
| - 90,9 % — білих - 5,0 % — чорних або афроамериканців - 1,2 % — азіатів - 0,2 % — корінних американців - 0,1 % — вихідців з тихоокеанських островів - 1,2 % — осіб інших рас |

До двох чи більше рас належало 1,4 %. Частка іспаномовних становила 4,3 % від усіх жителів.
За віковим діапазоном населення розподілялося таким чином: 9,6 % — особи молодші 18 років, 77,3 % — особи у віці 18—64 років, 13,1 % — особи у віці 65 років та старші. Медіана віку мешканця становила 22,1 року. На 100 осіб жіночої статі у селищі припадало 86,7 чоловіків; на 100 жінок у віці від 18 років та старших — 84,8 чоловіків також старших 18 років.
Середній дохід на одне домашнє господарство становив 58 813 долари США (медіана — 44 808), а середній дохід на одну сім'ю — 82 664 долари (медіана — 68 429). Медіана доходів становила 41 173 долари для чоловіків та 40 821 долар для жінок. За межею бідності перебувало 22,0 % осіб, у тому числі 13,1 % дітей у віці до 18 років та 4,0 % осіб у віці 65 років та старших.
Цивільне працевлаштоване населення становило 4122 особи. Основні галузі зайнятості: освіта, охорона здоров'я та соціальна допомога — 34,2 %, мистецтво, розваги та відпочинок — 19,2 %, роздрібна торгівля — 13,1 %.